# Boreocelis filicauda
Boreocelis filicauda är en plattmaskart som beskrevs av Westblad 1952. Boreocelis filicauda ingår i släktet Boreocelis och familjen Monocelididae. Inga underarter finns listade i Catalogue of Life.